# Preferencja czasowa
Preferencja czasowa – w dziedzinie ekonomii jest miarą tego, w jakim stopniu aktualna satysfakcja jest bardziej pożądana od takiej samej satysfakcji w przyszłości. Z założenia, przy innych warunkach niezmienionych, ludzie zawsze bardziej pożądają dóbr teraźniejszych niż przyszłych. Według Ludwiga von Misesa twierdzenie to jest aksjomatem teorii ludzkiego działania. A contrario, gdyby ludzie nie preferowali konsumpcji teraźniejszej nad przyszłą, nigdy by nie działali. Im później otrzymają oni dane dobro, tym mniej je preferują.

## Charakterystyka
Można to nazwać preferencją teraźniejszego zaspokojenia potrzeby nad jej zaspokojeniem przyszłym; inaczej preferencją obecnego dobra nad przyszłym dobrem, założywszy, że ta potrzeba bądź dobro są międzyokresowo porównywalne.
Wysoka preferencja czasowa oznacza chęć jak najszybszej konsumpcji dostępnych dóbr, podczas gdy niska preferencja czasowa oznacza gotowość do powstrzymania się od konsumpcji bieżących dóbr na rzecz wyższej konsumpcji w przyszłości.
Nie istnieje jednoznaczny podział na „wysoką” i „niską” preferencję czasową, jedynie porównania do preferencji innych osób. Osoba o wysokiej preferencji czasowej jest, w porównaniu z preferencjami innych ludzi, bardziej skoncentrowana na osiągnięciu satysfakcji w teraźniejszości i najbliższej przyszłości. Osoba o niskiej preferencji czasowej, w porównaniu z preferencjami innych ludzi, kładzie większy nacisk na osiągnięcie satysfakcji w dalszej przyszłości.
Preferencja czasowa, jaką posiada dany osobnik w konkretnym momencie, jest uzależniona zarówno od osobistych upodobań, jak i czynników zewnętrznych (sytuacji, w jakiej się znajduje).
Preferencja czasowa w nieścisłym sensie może znaleźć odzwierciedlenie w zastosowaniu przez uczestnika rynku funkcji dyskontowej. Im wyższa preferencja czasowa osoby wybierającej dobra teraźniejsze kosztem przyszłych, tym większe dyskonto przyszłych zysków jest ona skłonna przyjąć. Innymi słowy, jest ona skłonna utracić stosunkowo więcej przyszłych zysków, aby natychmiast otrzymać stosunkowo mniej dóbr.
Preferencja czasowa jest określona jedynie przez osobiste preferencje. Jeśli ktoś preferuje oszczędzanie swoich pieniędzy, ale z różnych przyczyn nie może tego robić, nadal można go uznać za osobę o niskiej preferencji czasowej.
Jednym z czynników, który może określać preferencję czasową danej osoby jest jej wiek. Starszy człowiek może mieć niższą preferencję czasową (w porównaniu z tą, którą przejawiał w przeszłości), ze względu na wyższe zarobki i fakt, że miał więcej czasu na zdobycie dóbr trwałych (np. wyższego wykształcenia czy domu).

## Oszczędności a preferencja czasowa
Trwały wzrost konsumpcji jest możliwy tylko w warunkach zwiększającej się produktywności. Osiągnięcie większej produktywności wiąże się z kosztami – np. zmiany starych metod produkcji i konsumpcji. Aby te koszty pokryć, konieczne jest wcześniejsze zgromadzenie oszczędności. Oszczędności, na których wielkość wpływają preferencje czasowe uczestników rynku, odgrywają zatem kluczową rolę w procesie tworzenia kapitału.
Według austriackiej teorii cyklu koniunkturalnego spadek stóp procentowych i wzrost akcji kredytowej banków zniekształca proces akumulacji kapitału, o ile nie jest skutkiem rzeczywistych zmian preferencji czasowych na rynku (tj. faktycznego wzrostu skłonności do gromadzenia oszczędności). Powstaje wrażenie, że na cele bieżącej produkcji zaoszczędzono więcej środków kapitałowych, niż w rzeczywistości. Ponieważ faktyczna skłonność do oszczędzania i tworzenia środków kapitałowych nie uległa zmianie, to tworzone przez przedsiębiorców plany inwestycyjne i produkcyjne opierają się na założeniu niezgodnych z prawdziwymi zasobów środków kapitałowych. Z tego powodu podejmowane przez nich próby utrzymania i koordynacji planów produkcyjnych i struktury produkcji muszą się zakończyć porażką.

## Preferencja czasowa a procesy cywilizacyjne
Według Hansa-Hermanna Hoppego preferencja czasowa wystarczająco niska, by pozwolić na produkcję dóbr kapitałowych, zapoczątkowuje „proces cywilizacji” – pozytywne sprzężenie zwrotne, w którym preferencja czasowa ciągle zmniejsza się w wyniku akumulacji kapitału, wzrostu relatywnych wartości przyszłych dóbr, dalszego podziału pracy oraz wydłużenia średniej długości życia. Ten proces będzie postępował nieskończenie długo, dopóty, dopóki respektowana jest własność prywatna. Naruszanie praw własności przez rząd jest ciągłe i powtarzalne, przez co działa jako siła decywilizująca społeczeństwo.
Według teorii szkoły austriackiej poziom preferencji czasowej w całym społeczeństwie determinuje wysokość naturalnej stopy procentowej.